# Santuario naturale di Karori
Il santuario naturale di Karori, noto anche come Zealandia è un'area naturale protetta della Nuova Zelanda che sorge poco distante dal centro della capitale Wellington.
Copre una superficie di 225 ha, in precedenza appartenente al bacino idrografico della città di Wellington. L'area è interamente delimitata da una fitta recinzione metallica che ha lo scopo di escludere dalla riserva le specie invasive introdotte in seguito alla colonizzazione europea, onde limitare il loro impatto sulla flora e la fauna autoctone.

## Flora

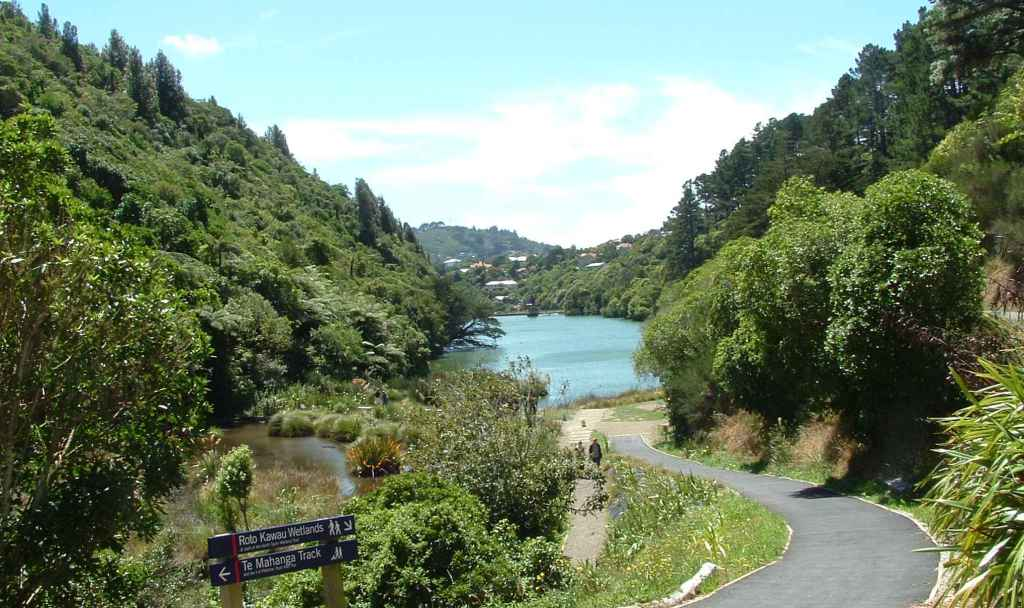
Veduta del versante nord-orientale

La flora originale dell'area era caratterizzata da una foresta primaria di Podocarpaceae in cui prevalevano specie quali il rimu (Dacrydium cupressinum), il matai (Prumnopitys taxifolia), il miro (Prumnopitys ferruginea), la kahikatea (Dacrycarpus dacrydioides) e la totara (Podocarpus totara), ora presenti in pochi esemplari residui. Alcune specie, quali il rātā settentrionale (Metrosideros robusta) sono pressoché scomparse e sono oggetto di programmi di reintroduzione. La foresta è attualmente nei primi stadi di rinnovazione, con prevalenza di specie arboree di piccola taglia quali il mahoe (Melicytus ramiflorus)  e la rewarewa (Knightia excelsa).

## Fauna
Gran parte degli ecosistemi della Nuova Zelanda sono stati profondamente alterati a seguito della introduzione, da parte dei coloni europei, di numerose specie di mammiferi (dal ratto nero al gatto domestico, dal coniglio alla donnola) che hanno avuto un impatto devastante su fauna e flora locali.

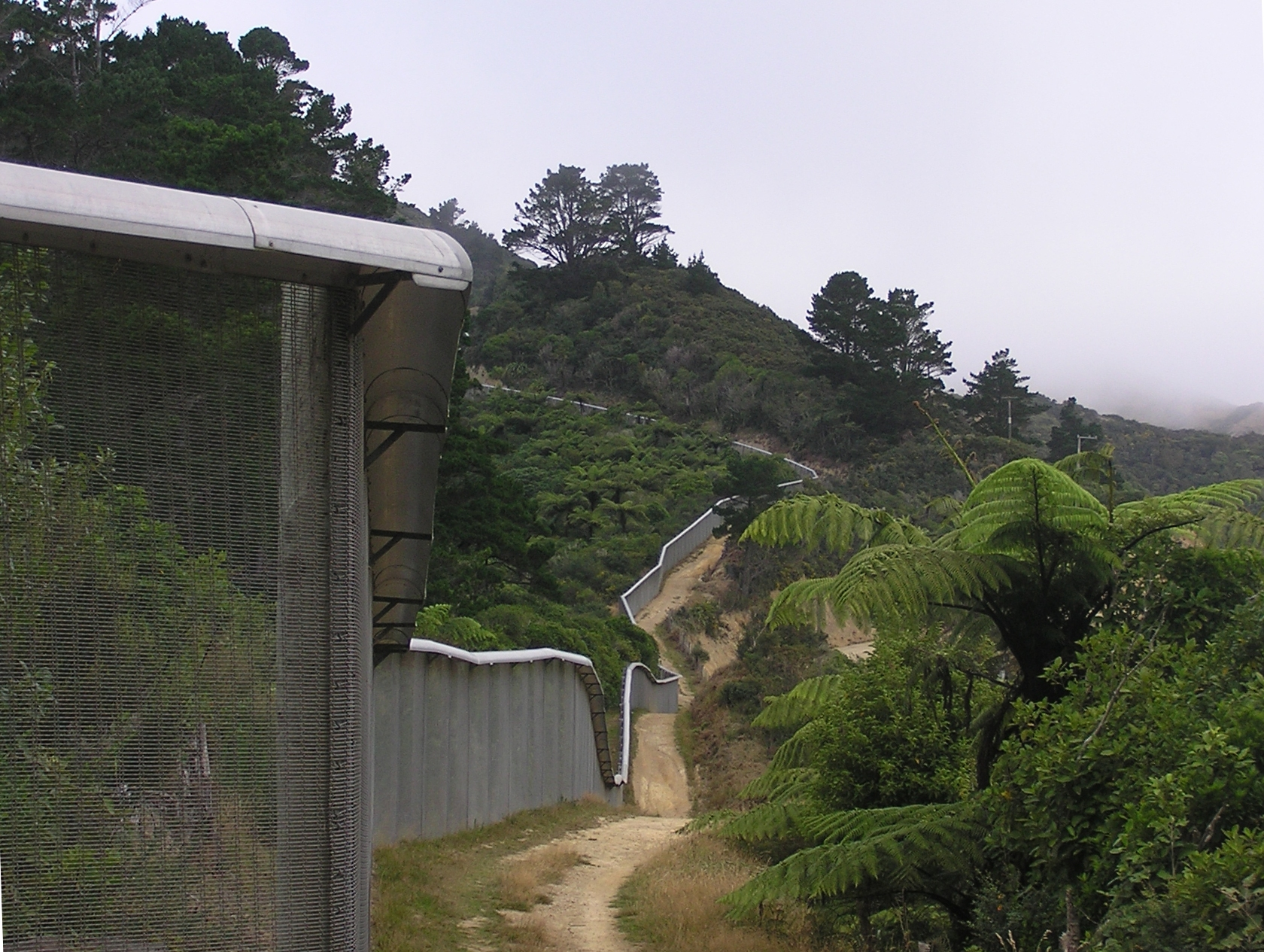
Un tratto della recinzione

L'elemento caratteristico del santuario è la presenza di una fitta recinzione metallica che circonda l'intera area impedendo l'intrusione di mammiferi alloctoni. Le sue caratteristiche principali sono la piccola dimensione delle maglie (per escludere i piccoli mammiferi), una sommità ricurva (per evitare che gli animali la scavalchino) e una base sotterranea (per evitare che gli animali scavino sotto). La costruzione della recinzione fu completata nel 1999 e nei mesi successivi si procedette alla eradicazione dall'intera area delle specie invasive presenti.

### Specie invasive eradicate
- ratto nero (Rattus rattus)
- gatto domestico (Felis silvestris catus)
- daino (Dama dama)
- furetto (Mustela putorius furo)
- capra domestica (Capra hircus)
- lepre comune (Lepus europaeus)
- riccio europeo (Erinaceus europaeus)
- topo (Mus musculus)
- ratto norvegese (Rattus norvegicus)
- maiale (Sus scrofa)
- coniglio (Oryctolagus cuniculus)
- tricosuro volpino (Trichosurus vulpecula)
- ermellino (Mustela erminea)
- donnola (Mustela nivalis)

### Specie native reintrodotte

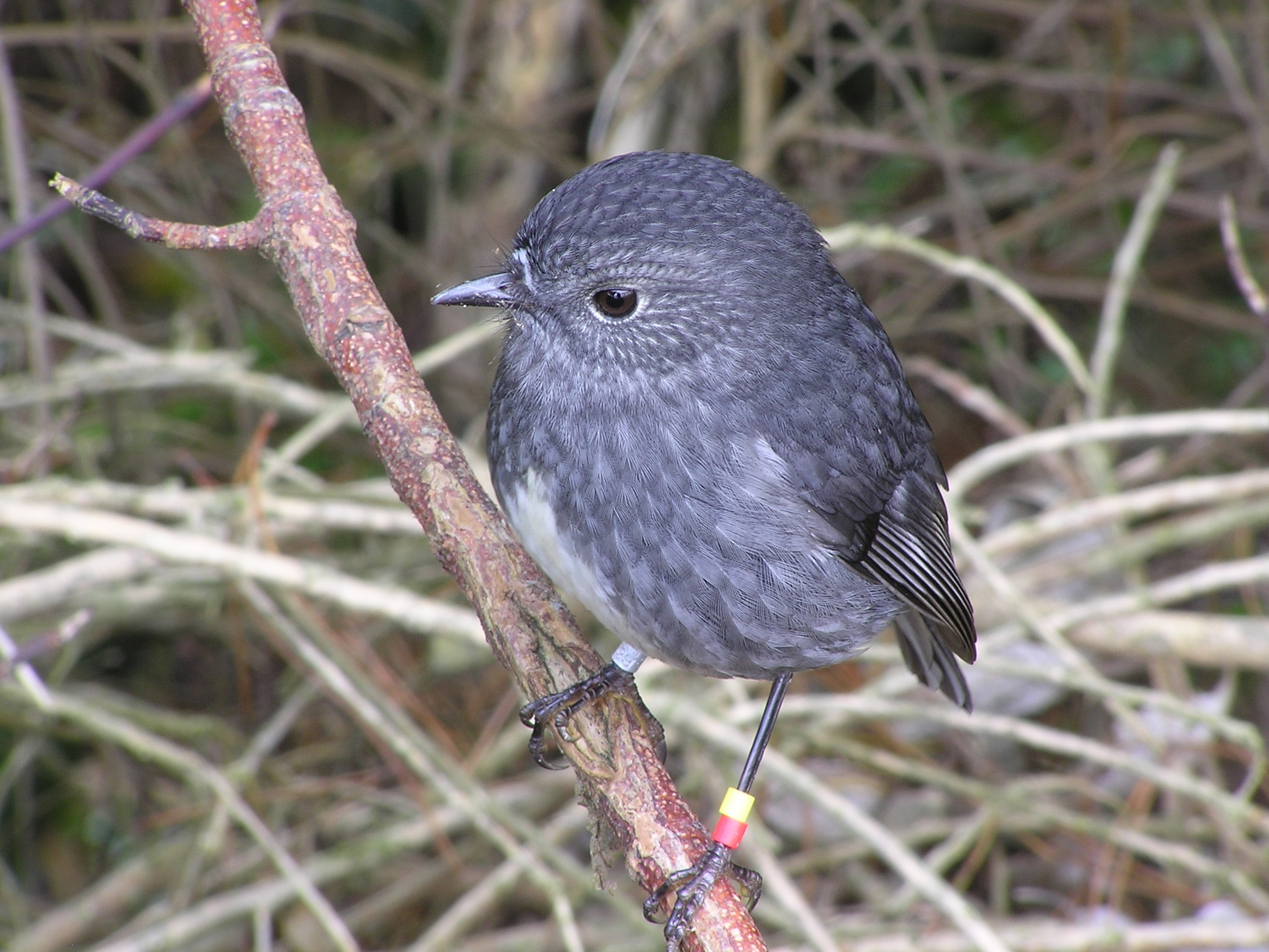
Petroica australis

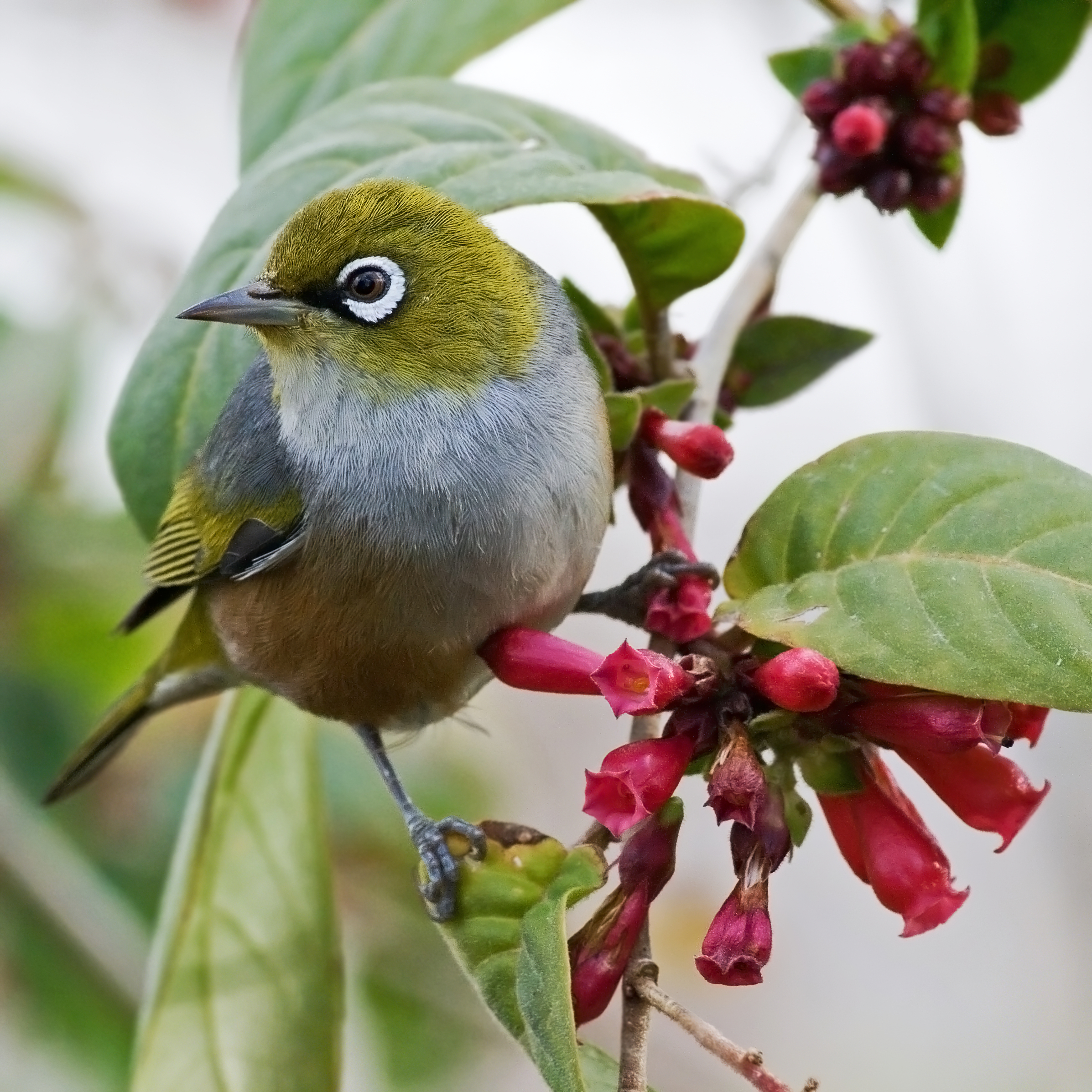
Zosterops lateralis

Dal 2000 sono state introdotte nell'area le seguenti specie di uccelli autoctoni:
- l'alzavola bruna (Anas chlorotis)
- la moretta della Nuova Zelanda (Aythya novaeseelandiae)
- il campanaro di Nuova Zelanda (Anthornis melanura)
- il kaka (Nestor meridionalis)
- il kakariki (Cyanoramphus novaezelandiae)
- il kiwi maculato minore (Apteryx owenii)
- il piccione della Nuova Zelanda (Hemiphaga novaeseelandiae)
- il calleide dell'Isola del Sud (Philesturnus carunculatus rufusater)
- lo hihi (Notiomystis cincta)
- il takahē (Porphyrio hochstetteri)
- la balia neozelandese (Petroica macrocephala toitoi)
- la balia bruna neozelandese (Petroica australis longipes)
- il weka (Gallirallus australis)
- il testagialla della Nuova Zelanda (Mohoua ochrocephala)

Altri uccelli che si sono spontaneamente insediati nell'area sono:
- il codaventaglio delle mangrovie (Rhipidura fulginosa placabilis)
- il falco della Nuova Zelanda (Falco novaeseelandiae)
- la gerigone grigia della Nuova Zelanda (Gerygone igata)
- la civetta bookbook (Ninox novaeseelandiae)
- l'occhialino dorsogrigio (Zosterops lateralis)
- il cuculo bronzeo splendente (Chrysococcyx lucidus)
- il tui (Prosthemadera novaeseelandiae)

Altre specie native introdotte comprendono:
- il tuatara comune (Sphenodon punctatus)
- il weta gigante (Deinacrida rugosa)
- la rana Leiopelma pakeka (Leiopelmatidae)